# David Bruce (Mediziner, 1855)

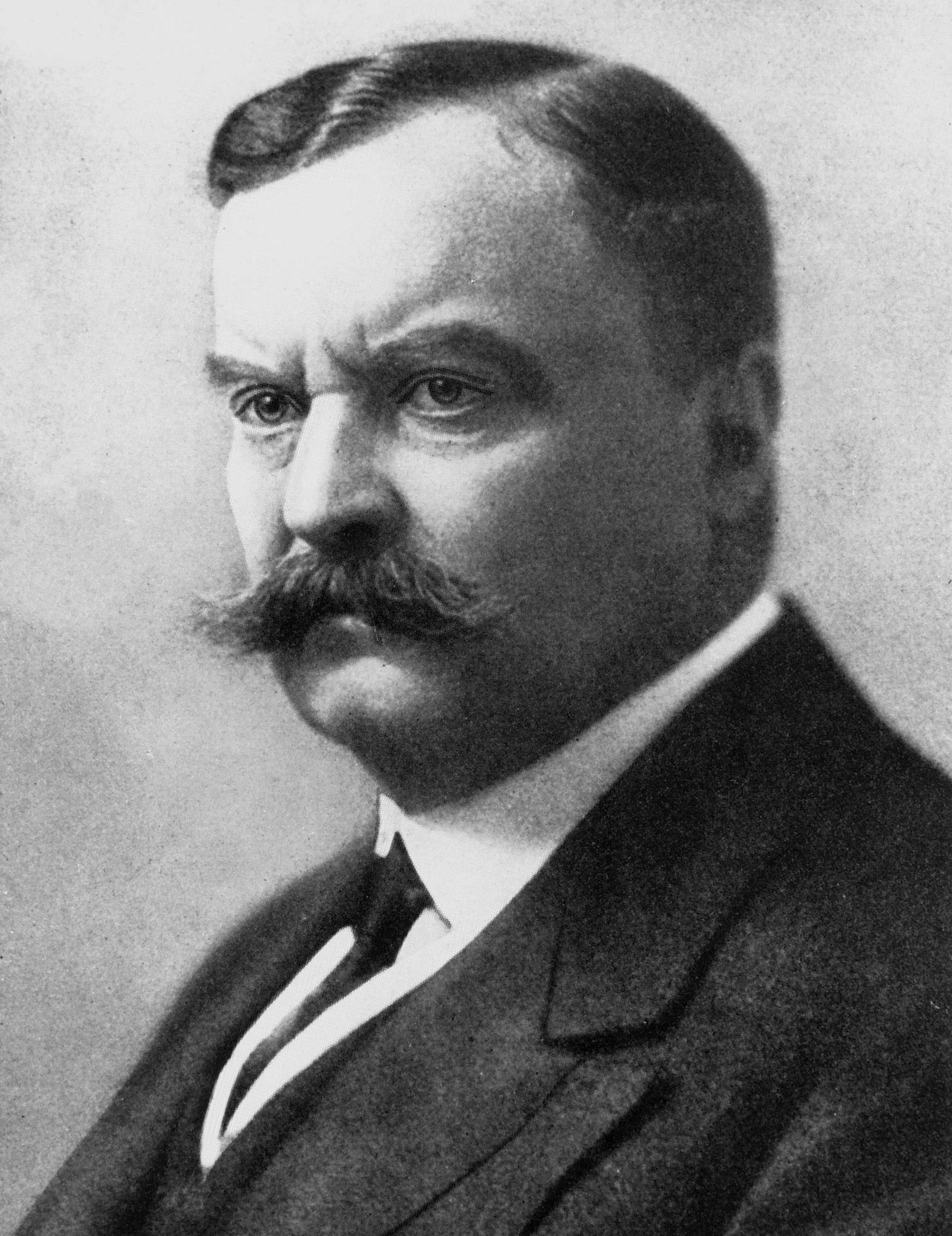
David Bruce

Sir David Bruce (* 29. Mai 1855 in Melbourne; † 27. November 1931 in London) war ein australisch-englischer Arzt und Mikrobiologe. Er entdeckte 1887 den Erreger des Maltafiebers.

## Leben
Er studierte von 1876 bis 1881 Naturwissenschaften und Medizin in Edinburgh (Schottland). 1883 in die britische Armee als Militärarzt eingetreten, wurde er zunächst nach Ägypten und anschließend in die damals britische Besitzung Malta versetzt. Dort untersuchte er  das heute nach ihm als Brucellose benannte Maltafieber. Er entdeckte und beschrieb gemeinsam mit Themistocles Żammit 1887 den Erreger (Brucella melitensis) dieser Zoonose als die stäbchenförmigen Bakterien der Brucellen. 1905 beschrieb er dessen Übertragungsweg.
Später gelang ihm auch die Entdeckung des Erregers der Rinderseuche Nagana, Trypanosoma brucei, und er betrieb auch die epidemiologische Forschung über die von Tsetsefliegen übertragene Schlafkrankheit in Afrika. Seine Entdeckung, nämlich diejenige der Ätiologie der Schlafkrankheit (The presence of trypanosoma in sleeping sickness) musste er sich nach ausgeprägten wissenschaftlichen Streitigkeiten im Jahr 1903 mit Aldo Castellani teilen.
Etwa 1894 gelang die erstmalige Entdeckung, dass ein Insekt pathologische Protozoen überträgt.
1908 wurde er als Knight Bachelor geadelt und 1918 zum Knight Commander des Order of the Bath erhoben.
Von 1914 bis 1919 war er Kommandant des Royal Army Medical College.
1922 wurde Bruce mit der Buchanan Medal der Royal Society, deren Mitglied er seit 1899 war, ausgezeichnet. 1927 wurde er zum Fellow der Royal Society of Edinburgh gewählt. Seit dem 16. Dezember 1931 war er korrespondierendes Mitglied der Académie des sciences.
Er ist einer der 23 ursprünglichen Namen auf dem Fries der London School of Hygiene and Tropical Medicine, die Personen aufführen, die sich um öffentliche Gesundheit und Tropenmedizin verdient gemacht haben.